# Je vous présente ma femme

Je vous présente ma femme est un téléfilm français réalisé par Élisabeth Rappeneau, diffusé pour la première fois le 16 avril 2013 sur France 3.

## Synopsis
Éric, homme timide de 38 ans, a rencontré, à l'occasion d'un séjour à Cuba, la jeune Revolución, belle femme gaie et entraînante de 25 ans, avec qui il s'est marié très rapidement. Le couple d'amoureux vient habiter dans l'appartement d'Éric, dans une petite ville-dortoir située non loin de Lille.
Revolución, par son tempérament sympathique et enjoué, fait rapidement parler d'elle dans la petite ville, d'autant plus qu'elle a décidé, afin d'occuper ses longues journées sans son époux parti travailler, de créer des cours de salsa.
Néanmoins, elle se trouve une « ennemie » en la personne de sa belle-mère (Catherine Jacob), qui n'accepte pas que son fils « coupe le cordon » avec elle, et qui pense que Revolución a voulu « se caser » avec un Européen afin de quitter sa vie misérable à Cuba. Le mariage du fils ne serait-il pas un mariage blanc ?
Revolución lance son projet de cours de salsa, et au bout de quelques semaines, elle connaît le succès. Les quelques participants du début deviennent vite des centaines de participants, le bouche-à-oreille ayant fait son œuvre.
Après une très dure altercation entre Revolución et sa belle-mère, cette dernière comprendra que son fils aime réellement Revolución et que la jeune femme éprouve les mêmes sentiments pour son mari. Elle comprendra surtout que si elle ne veut pas « perdre son fils », qui menace d'aller vivre à Lille, elle doit accepter Revolución.
La dernière séquence du film montre la belle-mère se maquillant et se parant pour se rendre aux cours de salsa de Revolución, laquelle est maintenant totalement acceptée de tous.

## Fiche technique
- Titre : Je vous présente ma femme
- Réalisateur : Élisabeth Rappeneau
- Scénario : Caroline Vignal
- Son : Daniel Banaszak
- Production : Multimédia France Productions
- Pays :  France
- Genre : Comédie
- Durée : 1h28 minutes
- Date de diffusion : 16 avril 2013 sur France 3
- Image : William Watterlot

## Distribution
- Catherine Jacob : Viviane Morandi
- Fabio Zenoni : Éric, fils de Raymond et Viviane
- Aylin Prandi : Revolución, femme d'Éric
- Michel Robin : Alphonse, père de Viviane
- Christian Pereira : Raymond, père d'Éric et de Michel
- Noémie de Lattre  : Nelly, femme de Michel
- Serge Requet-Barville : Michel, fils de Raymond et Viviane
- Maxime Delaval : Corentin, fils de Michel et Nelly
- Emma Dejardin : Stéphanie, fille de Michel et Nelly
- Simon Ferrante : Étienne, patron du bar Le Havane
- Annette Lowcay : Madame Cosmao, patronne d'Éric
- Fanny Roussel: Charlotte, collègue d'Éric
- Saverio Maligno : JC, collègue d'Éric
- Pierre Cartonnet : Didier, le vigile
- Marcelle Fontaine : Arlette, amie de Viviane
- Mathilde Braure : La cliente prof espagnol